# Solución Pacífico

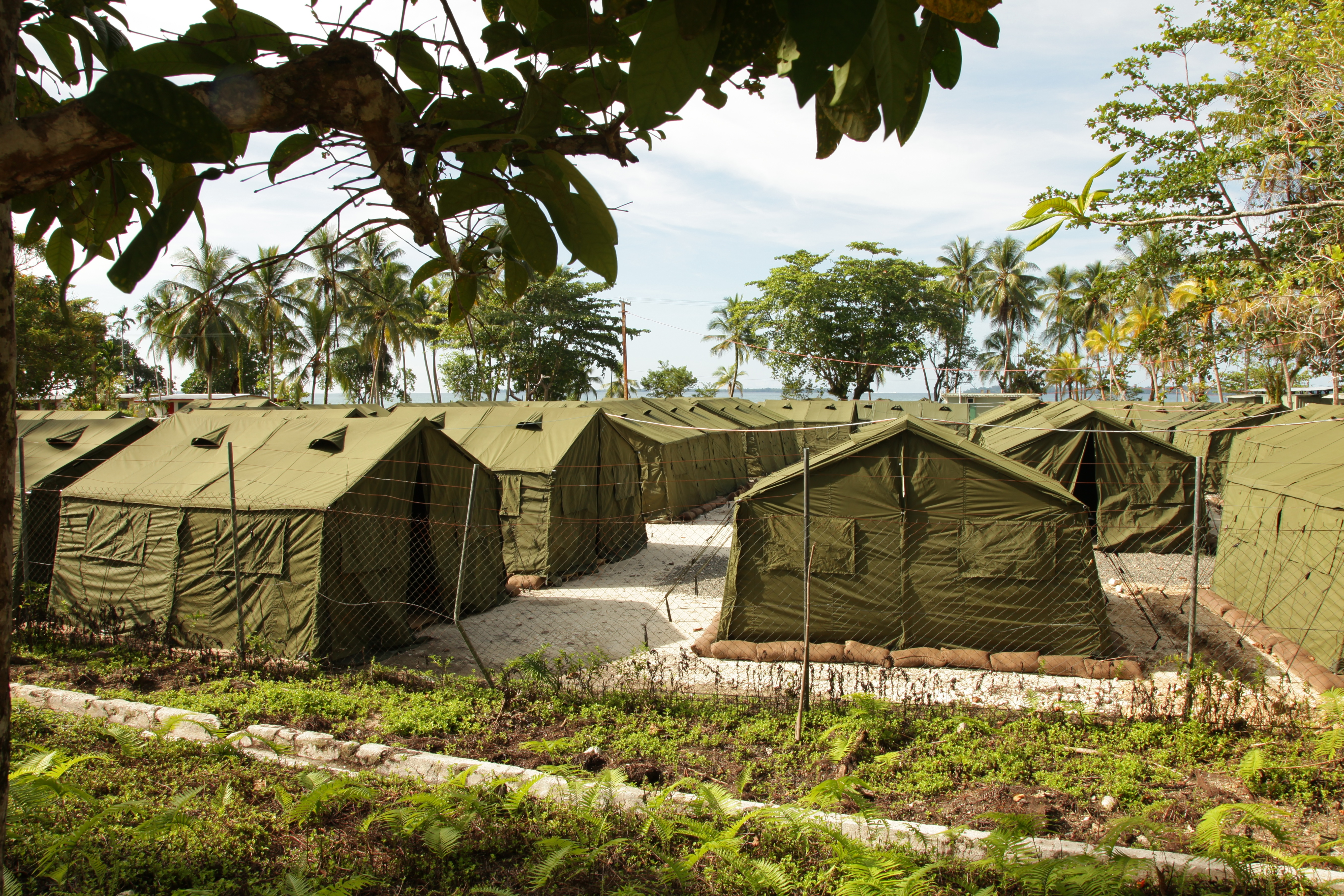
Instalación de procesamiento regional de la isla Manus

La Solución Pacífico, en inglés Pacific Solution, fue una política de inmigración formulada por Australia en el año 2001 y mantenida en vigor hasta el 2007, por la cual se establecía que el gobierno australiano se reservaba el derecho de retener fuera del territorio de Australia a toda persona solicitante de derecho de asilo que arribara al país por vía marítima y que no pudiera acreditar hallarse en marcha hacia un tercer país.

## Origen
El 26 de agosto del 2001, el buque carguero noruego "MV Tampa" navega a 140 kilómetros al norte de la Isla Christmas (Australia) cuando recibe una alerta radiofónica de un naufragio, emitida por las autoridades marítimas de Indonesia y Australia. Poco después el MV Tampa descubre a la nave naufragada, un pesquero donde se hallan 433 inmigrantes ilegales de Afganistán y de Pakistán. Tras recoger a los migrantes el "MV Tampa" sigue su curso hacia la Isla de Navidad alegando el capitán noruego que trasladarse a las costas de Indonesia demandaría 12 horas de navegación pero en la mitad del tiempo su embarcación podría llegar a la Isla de Navidad para socorrer a los náufragos. 
No obstante, ya en la isla, las autoridades locales australianas le impiden atracar al MV Tampa al conocer que transporta a 433 inmigrantes ilegales, a pesar de ser sobrevivientes de un naufragio, y se envía tropas a abordar el barco y entregar ayuda. Pese a la negativa australiana, el capitán del MV Tampa atraca frente a la Isla de Navidad el 28 de agosto dispuesto a desembarcar a los náufragos por ordenarlo así el derecho del mar. Los náufragos son enviados finalmente en buques de la armada australiana a la isla de Nauru y alojados allí en dos campos de refugiados.

## Planteamiento
La crisis del MV Tampa causa que el gobierno australiano de John Howard propusiera nuevas leyes en materia migratoria para evitar que llegasen a las costas de Australia embarcaciones con inmigrantes ilegales, disponiendo que tales individuos deberían ser detectados por buques de la marina de guerra australiana antes de llegar a tierra y enviados a territorios que no formasen parte del Estado australiano, lo cual implicaba remitir a los inmigrantes a la Isla de Navidad, Papúa Nueva Guinea, o Nauru, implementando campos de refugiados en dichos territorios.
Los Atentados del 11 de septiembre de 2001 provocaron que la medida del gobierno Howard recibiera inicialmente un fuerte apoyo de las masas de votantes en Australia, al describirse a los inmigrantes como "potenciales terroristas". Pese a que el viaje por mar desde el Sureste Asiático hacia Australia en embarcaciones pequeñas resulta muy riesgoso debido a las corrientes adversas del mar, la gran amplitud de la costa australiana (más de 25,000 kilómetros) hacía que el peligro del viaje se compensara con la certeza de arribar a una orilla muy extensa y escasamente vigilada.
La alternativa australiana fue denominada "Pacific Solution" que podía denotar una "solución para el Océano Pacífico" o una "solución pacífica" del problema de la inmigración ilegal. No obstante, esta política recibió críticas fuera de Australia pues no se realizaba distinción alguna entre náufragos e inmigrantes ilegales, además de dificultar sin sentido alguno la existencia de los inmigrantes que habían sobrevivido al riesgoso viaje al internarlos en precarios campos de refugiados, con la amenaza de devolverlos al país de donde habían escapado. Los críticos señalaron que ello vulneraba el derecho del mar pero también violentaba el derecho de asilo, más aún porque no se daba el mismo tratamiento a los extranjeros que acudieran a Australia por vía aérea.

## Supresión
Los costos de mantenimiento de los campos de refugiados así como de las permanentes patrullas navales en la costa, más las condenas lanzadas por organizaciones internacionales defensoras de los derechos humanos como Amnistía Internacional o hasta de la propia ONU, causaron que la opinión pública de Australia redujera su apoyo a la "Pacific Solution" como un remedio para la inmigración ilegal. 
En el año 2007 el nuevo gobierno liderado por Kevin Rudd decidió suspender la aplicación de la "Solución Pacífico" aunque sin prohibirla oficialmente. Más aún, el proyecto de revivir la "Solución Pacífico" esta idea ha vuelto a ser planteada al asumir el poder el gobierno australiano presidido por Julia Gillard en el año 2012.